# Cyathea schlimii
Cyathea schlimii là một loài thực vật có mạch trong họ Cyatheaceae. Loài này được (Kuhn) Domin mô tả khoa học đầu tiên năm 1929.